# كاميرون لي ستيوارت
كاميرون لي ستيوارت هو رياضياتي كندي، ولد في 1949.